# هراس و وحشت ۱۸۳۷
هراس و وحشت سال ۱۸۳۷، یک بحران مالی در ایالات متحده بود که باعث رکودی بزرگ شد و تا نیمه دهه ۱۸۴۰ به طول انجامید. سودها، قیمتها، و دستمزدها کاهش یافت، این در حالی بود که بیکاری افزایش پیدا کرد. بدبینی در آن زمان زیاد گشت. منشأ و دلیل این هراس و وحشت، هم داخلی و هم خارجی بود. شیوه‌های قرض دهی با انگیزه سفته بازی در ایالات غربی، کاهش شدید در قیمتهای پنبه، فروپاشی حباب زمین، جریانات بین‌المللی پول و سیاستهای محدود کننده قرض دهی در بریتانیای کبیر، همه مقصر بودند. در دهم می ۱۸۳۷، بانکها در نیویورک سیتی پرداختهای پولی را به تعویق انداختند، بدین معنی که آنها دیگر اوراق تجاری را به ارزش اسمی کامل به (صورت) پول بازخرید نمی‌کردند. علی‌رغم بهبودی جزئی در ۱۸۳۸، تقریباً به مدت هفت سال رکود ادامه یافت. بانکها فرو پاشیدند، کسب و کارها شکست خوردند، قیمتها کاهش یافتند، و هزاران کارگر شغل خود را از دست دادند. بیکاری در بعضی مناطق به اندازه ۲۵٪ بود. به طور کلی، سالهای ۱۸۳۷ تا ۱۸۴۴، سالهای افت دستمزدها و قیمتها بود.

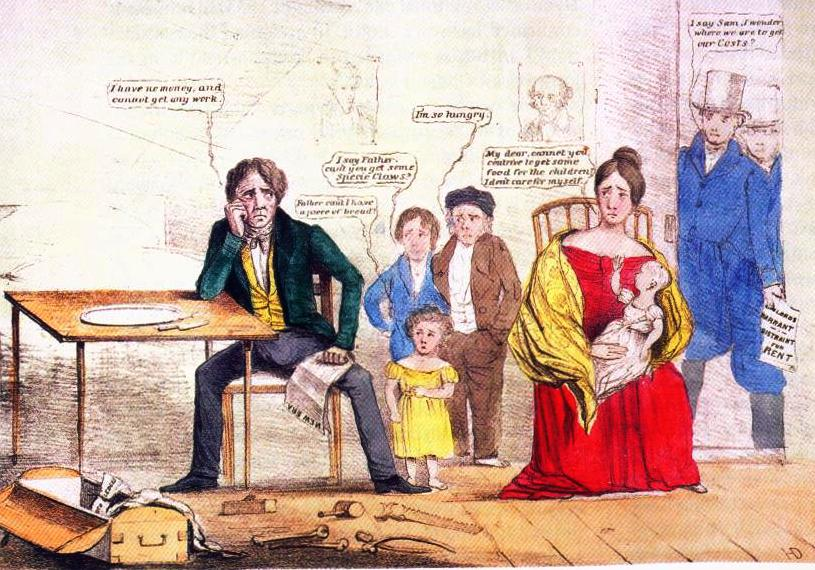
Whig cartoon showing the effects of unemployment on a family that has Jackson's and Van Buren's portraits on the wall

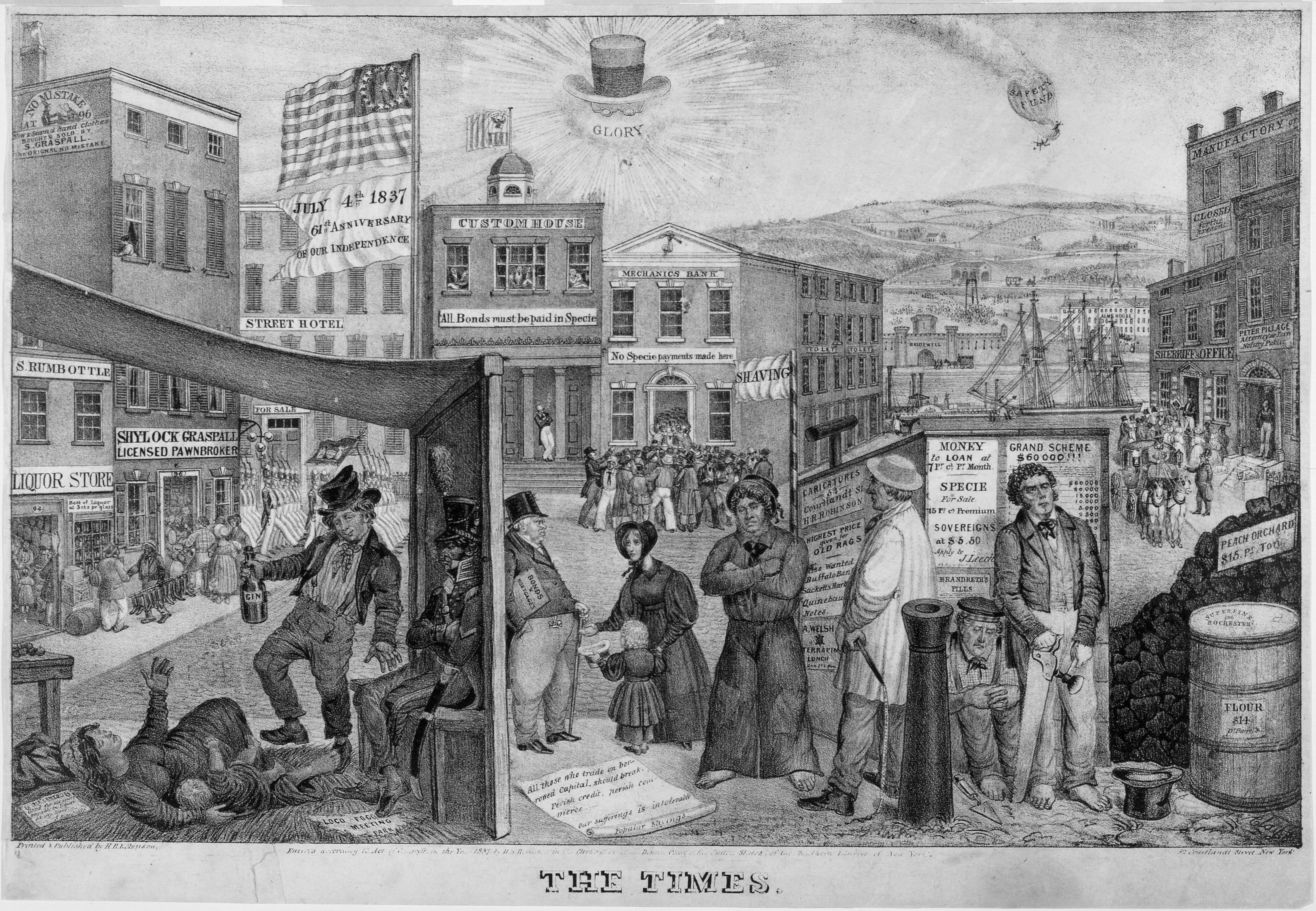
An 1837 caricature blames Andrew Jackson for hard times

## علت‌ها
این بحران به دنبال یک دوره توسعه اقتصادی، از نیمه ۱۸۳۴ تا نیمه ۱۸۳۶، اتفاق افتاد. در طول این سالها قیمت زمین، پنبه و برده‌ها به شدت افزایش پیدا کرد. منشأ این توسعه و پیشرفت عظیم علل هم داخلی و هم بین‌المللی فراوانی داشت. به دلیل عوامل عجیب (در) تجارت بین‌المللی در آن زمان (Specie Circular)، مقادیر بسیار زیادی از نقره، از مکزیک و چین به ایالات متحده می‌آمدند. فروش زمین و تعرفه‌های گمرکی بر واردات، درآمدهای فدرال قابل توجهی را ایجاد می‌نمود. به واسطه صادرات پرمنفعت پنبه و بازاریابی اوراق قرضه تحت حمایت دولت در بازارهای پول بریتانیایی، ایالات متحده، سرمایه‌گذاری قابل توجهی از (طرف) بریتانیای کبیر به دست آورد. این اوراق قرضه پروژه‌های حمل و نقل در ایالات متحده را تأمین مالی کردند. وام‌های بریتانیا، که از طریق خانه‌های بانکداری انگلیسی-آمریکایی مانند Baring Brothers در دسترس قرار می‌گرفت، باعث تقویت بخش عظیمی از توسعه در جهت غرب ایالات متحده، پیشرفت‌های زیربنایی، توسعه صنعتی و پیشرفت اقتصادی در طول دوره قبل از جنگ داخلی آمریکا (antebellum) شد.
در سال ۱۸۳۶، مدیران بانک انگلیس متوجه شدند که در سالهای اخیر، ذخیره پولی بانک به شدت کاهش یافته، این احتمالاً به دلیل برداشت‌های ناچیز گندم که بریتانیای کبیر را مجبور به وارد کردن بخش زیادی از غذای خود می‌کرد، بود. (احتمالاً، در سال ۱۸۳۵ رویداد عظیم آب و هوایی جهان وجود داشت…). برای جبران،
مدیران اشاره کردند که به تدریج نرخ بهره را از ۳ به ۵ درصد افزایش خواهند داد. تئوری مالی متعارف، بر این نظر است که بانکها در زمان مواجهه با ذخیره پولی اندک، می‌باید نرخ‌های بهره را بالا برده و قرض دهی را محدود نمایند. افزایش نرخ‌های بهره، بر اساس قوانین عرضه و تقاضا، به منظور جذب specie بوده، زیرا معمولاً، پول جایی جریان پیدا می‌کند که بیشترین بازدهی را ایجاد خواهد کرد (با فرض ریسک برابر در میان سرمایه‌گذاری‌های ممکن). در اقتصاد باز دهه ۱۸۳۰، با مشخصه تجارت آزاد و موانع تجاری نسبتاً ضعیف، سیاستهای پولی نیروی مسلط- در این مورد، بریتانیای کبیر- به ما بقی سیستم اقتصادی جهانی بهم هم پیوسته که شامل ایالات متحده می‌شد، انتقال یافت. نتیجه این بود که با افزایش نرخ‌های بهره بانک انگلستان، بانکهای بزرگ ایالات متحده مجبور به کاری مشابه شدند.
افزایش نرخ‌های بهره و کاهش میزان وام دهی بانکهای نیویورک، اثرات مخربی داشت. زیرا قیمت اوراق قرضه با بازده (یا نرخ بهره) رابطه معکوس دارد. افزایش نرخ بهره عمومی (متداول)، کاهش قیمت اوراق بهادار آمریکایی را تحمیل می‌کرد. مهمتر اینکه، تقاضای پنبه کاهش یافت. قیمت پنبه در فوریه و مارس ۱۸۳۷، ۲۵٪ افت کرد. اقتصاد ایالات متحده، خصوصاً ایالت‌های جنوبی، به شدت به قیمت‌های باثبات پنبه وابسته بود. دریافتی‌ها بابت فروش پنبه منابع مالی برای برخی از مدارس را فراهم می‌نمود، کمبود تجارت کشور را به تعادل می‌رساند، دلار آمریکایی را تقویت می‌نمود، باعث کسب درآمدهای ارزی خارجی به پوند استرلینگ بریتانیا می‌شد، ذخیره ارزی دنیا در آن زمان. به دلیل اینکه ایالات متحده همچنان اقتصاد کشاورزی برجسته‌ای بود که مرکز محصولات اصلی کشاورزی و نخستین بخش تولیدی بود، سقوط قیمت پنبه می‌توانست بازتابهای گسترده‌ای داشته باشد.
در داخل ایالات متحده، عوامل مؤثر زیادی وجود داشت. در ژوئیه ۱۸۳۲، رئیس جمهور اندرو جکسون، به لایحه امتیاز مجدد به دومین بانک ایالات متحده(BUS)، بانک مرکزی کشور و نماینده مالی، رأی داد. هنگامی که بانک BUS فعالیتهایش را برای چهار سال آینده پایان داد، بانکهای با امتیاز ایالتی در غرب و جنوب استانداردهای وام دهی خود را با حفظ نسبتهای ذخیره نا امن، کم کردند. خصوصاً دو سیاست داخلی، شرایط بی‌ثبات آن زمان را تشدید نمود. Specie Circular سال ۱۸۳۶، اجبار کرد که زمین‌های سمت غرب تنها با سکه‌های طلا و نقره می‌توانند خریداری شوند. این Circular یک فرمان اجرایی بود که توسط اندرو جکسون صادر شده بود، و مورد علاقه سناتور میسوری، Thomas Hart Benton، و دیگر مدافعان پول سخت بود. هدف، محدود کردن سفته بازی در زمینهای عمومی بود، اما این Circular، باعث سقوط قیمت املاک و مستغلات و کالا شد، به دلیل اینکه اکثر خریداران پول سخت یا "Specie" (سکه‌های طلا و نقره) کافی برای پرداخت برای زمین نداشتند. ثانیاً، قانون سپرده و توزیع ۱۸۳۶، (Deposit and Distribution Act 1836)، درآمدهای دولت فدرال را در بانکهای محلی (به طور تمسخرآمیز "Pet bank" نامیده می‌شوند) متفاوتی در سراسر کشور، قرار داد. بسیاری از این بانکها در مناطق غربی قرار داشتند. تأثیر این دو سیاست باعث دور کردن specie، از مراکز تجاری اصلی کشور در ساحل شرقی (East Coast) شد. بانکها و نهادهای مالی بزرگ در ساحل شرقی (East Coast)، می‌باید وامهای خود را به خاطر ذخیره مالی کمتر در خزانه، که به همراه سقوط املاک و مستغلات، دلیل اصلی هراس و وحشت بود، کاهش می‌دادند.
آمریکایی‌ها در آن زمان علت هراس و وحشت را اساساً، تعارضات سیاسی داخلی می‌دانستند. برخی، سیاستهای رئیس جمهور اندرو جکسون را ملامت می‌کردند که از تجدید امتیاز دومین بانک ایالات متحده سرباز زد و این منجر به بازگرفتن وجوه دولتی از بانک شد. Martin Van Buren، که در مارس ۱۸۳۷ رئیس جمهور شد، با اینکه آغاز به کار او تنها ۵ هفته پس از هراس و وحشت بود، تا حد زیادی برای این هراس و وحشت مقصر شناخته شد. براساس (گفته) مخالفان، امتناع Van Buren از دخالت دولت در حل بحران (مانند کمکهای اضطراری و افزایش پرداخت برای پروژه‌های زیربنایی عمومی به منظور کاهش بیکاری)، کمک بیشتری به سختی‌ها و طول دوره رکودی که به دنبال هراس و وحشت به وقوع پیوست، کرد. از طرفی دیگر، Jacksonian Democrats، بانک ملی را هم به دلیل تأمین وجوه سفته بازی شایع و هم معرفی اسکناس‌های تورمی مقصر می‌دانست. باعث این امر بانکهایی که بیش از حد اسکناس منتشر می‌کردند بودند.

## اثرات و پیامدها

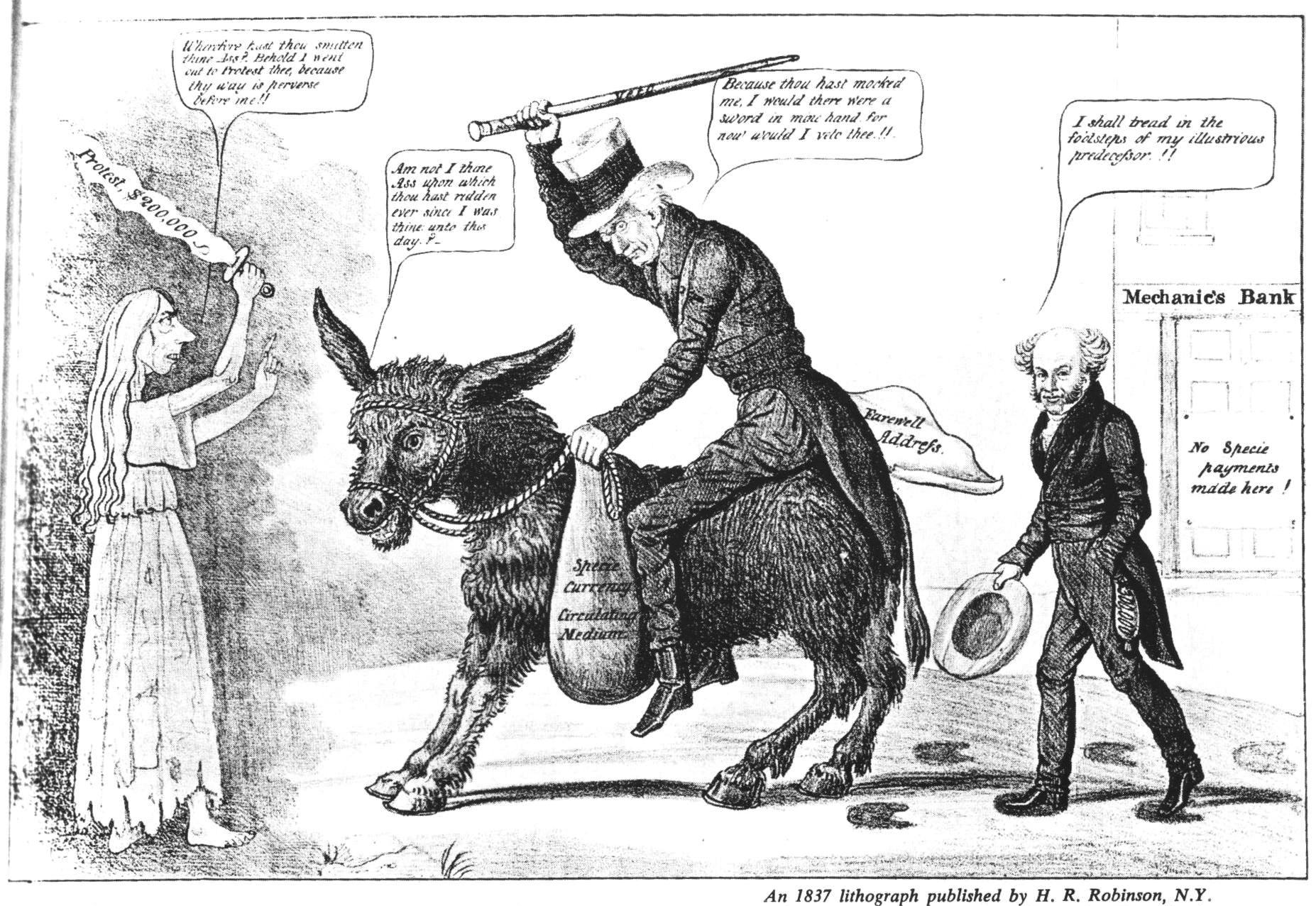

تقریباً همه کشور تأثیرات هراس و وحشت را احساس کردند. کانکتیکات(Connecticut)، نیوجرسی(New Jersey) ودلور(Delaware)، بیشترین فشار را در مناطق تجاری خود گزارش کردند. در ۱۸۳۷، کسب و کار و سیستمهای اعتباری ورمونت Vermont شرایط سختی را گذراندند. ورمونت دوره‌ای از آرامش را در ۱۸۳۸ داشت، اما دوباره در ۱۸۳۹–۱۸۴۰ به شدت به سختی دچار شد. New Hampshire اثرات هراس و وحشت را به اندازه همسایگانش احساس نمی‌کرد. هیچ بدهی دائمی در سال ۱۸۳۸ نداشت و فشار اقتصادی زیادی در سالهای بعد نیز نداشت. بزرگترین سختی New Hampshire گردش پول خرد (fractional coins) در داخل ایالت بود. شرایط در جنوب بسیار بدتر از شرایط در شرق بود. اگرچه ایالتهای جنوبی آمریکا(the Old South) در سختی بودند، اما Cotton Belt (بخشی از جنوب آمریکا)، در مواجهه با بیشترین سختی بود. در ویرجینیا، کارولینای شمالی و جنوبی، هراس و وحشت باعث افزایش بهره محصولات زراعی متنوع شد. نیو اورلان کساد و رکودی همگانی در کسب و کار احساس کرد و در طول سال ۱۸۴۳، بازار پول آن در شرایط بدی باقی ماند. تعداد بسیار زیادی از کشاورزان در میسیسیپی، بخش زیادی از پول خود را پیشاپیش خرج کرده بودند که این منجر به ورشکستگی کامل بسیاری از آنها شد. پیش از ۱۸۳۹، بسیاری از مزارع از کشت خارج شدند. فلوریدا و جورجیا، اثرات را به زودی لوئیزیانا، آلاباما و میسیسیپی درک نکردند. در ۱۸۳۷، جورجیا سکه کافی برای انجام خریدهای روزانه داشت. تا سال ۱۸۳۹، شهروندان فلوریدا می‌توانستند به خاطر به موقع بودن پرداخت هایشان به خود ببالند. در دهه ۱۸۴۰ بود که جورجیا و فلوریدا، شروع به احساس اثرات منفی هراس و وحشت کردند. در ابتدا، غرب آن فشاری که شرق و جنوب احساس می‌کردند را حس نمی‌کرد. اوهایو، ایندیانا و ایلینوی ایالات زراعتی بودند و محصولات زراعی سال ۱۸۳۷ کمکی برای کشاورزان بود. در سال ۱۸۳۹، قیمت محصولات کشاورزی کاهش پیدا کرد و فشار، به کشاورزان هم وارد شد.
طی دو ماه، ضرر و زیان حاصل از شکستهای بانکی در نیویورک، جمعاً به ۱۰۰ میلیون دلار رسید. از ۸۵۰ بانک در ایالات متحده، ۳۴۳ تا به طور کامل بسته شدند، ۶۲ تا، تا اندازه‌ای شکست خوردند، و سیستم بانکهای ایالتی شوکی دریافت کرد که هیچ‌گاه از آن بهبودی کامل نیافت. صنعت چاپ، خصوصاً، به خاطر کسادی و رکود متعاقب آن، صدمه و خسارت دید.
در سال ۱۸۴۲، اقتصاد آمریکا توانست تا حدی، به نقطه اولیه خود برگردد و بر رکود و کسادی ۵ ساله غلبه پیدا کند. این تا حدی به دلیل تعرفه سال ۱۸۴۲بود، اما براساس بیشتر گزارشات، اقتصاد تا سال ۱۸۴۳ بهبود نیافت.
اکثر اقتصاددانان بر این عقیده هستند که یک بهبود کوچک از سال ۱۸۳۸ تا ۱۸۳۹ وجود داشت که پس از زمانی که بانک انگلیس و اعتباردهندگان هلندی نرخهای بهره را افزایش دادند، به پایان رسید. با این وجود، مورخ اقتصادی، Peter Temin، استدلال کرد که اقتصاد حقیقتاً پس از ۱۸۳۸ که برای کاهش قیمت اصلاح شد، رشد کرد. بر اساس گفته Murray RothBard، اقتصاددان و مورخ، بین سالهای ۱۸۳۹ تا ۱۸۴۳، مصرف واقعی، ۲۱ درصد و تولید ناخالص ملی ۱۶ درصد افزایش یافت، علی‌رغم اینکه سرمایه‌گذاری واقعی ۲۳ درصد کاهش یافت و عرضه پول ۳۴ درصد افت کرد. بهبود کسادی و رکود پس از California gold rush (جستجوی طلا در کالیفرنیا) در سال ۱۸۴۸، که عرضه پول را بسیار افزایش داد، شدت یافت. پیش از ۱۸۵۰، اقتصاد آمریکا مجدداً رونق یافت.
بسیاری از ایالات خاص در اوراق قرضه خود نکول کردند، که این باعث خشم اعتباردهندگان بریتانیایی شد. برای زمان کوتاهی، ایالات متحده از بازارهای مالی بین‌المللی خارج شد. تنها در اواخر دهه ۱۸۴۰ آمریکایی‌ها به این بازارها دوباره وارد شدند. این نکول و عدم انجام تعهدها، به همراه دیگر عواقب رکود، برای ارتباط بین دولت و توسعه اقتصادی پیامدهای عمده‌ای به همراه داشت. در برخی موارد، هراس و وحشت، اطمینان به پشتیبانی عمومی برای پیشرفتهای داخلی را تضعیف نمود. اگرچه سرمایه‌گذاری دولت در پیشرفتهای داخلی تا جنگ داخلی در جنوب متداول ماند، ساکنین شمال برای تأمین مالی رشد و پیشرفت، به سرمایه‌گذاری خصوصی بیش از عمومی توجه کردند. به اضافه، هراس و وحشت، موجی از شورش و دیگروجوه نا آرامی داخلی را به راه انداخت. نتیجه نهایی این بود که نیروهای پلیس دولتی از جمله نیروهای حرفه‌ای تر پلیس افزایش یافتند.
عوامل نامشهود و نامحسوسی مانند اعتماد بنفس و روانشناسی نقش قدرتمندی در توضیح بزرگی و عمق هراس و وحشت داشتند. بانکهای مرکزی، تنها توانایی محدودی برای کنترل قیمتها و استخدام در آن زمان داشتند، که این موضوع خارج کردن سپرده‌ها از بانکها را امری عادی نشان می‌داد. هنگامی که تعدادی از بانکها دچار سقوط و اضمحلال شدند، زنگ خطری که توسط روزنامه‌های حزبی شدت یافت، به سرعت در جامعه گسترش پیدا کرد. سرمایه گذاران مضطرب با عجله به دیگر بانکها رفته و تقاضای برداشت سپرده هایشان را کردند. در مواجهه با این فشار حتی بانکهای کارآمد و موفق هم با درخواست بازپرداخت وامها و تقاضا از وام گیرندگان برای پرداخت، مجبور به ایجاد محدودیتهای بیشتری شدند. این (موضوع) تنها، تشنج و هیجان را بیشتر تغذیه می‌کرد و باعث اثر رو به اضمحلال و به سرعت زیادشونده می‌شد. به عبارتی دیگر، اضطراب، ترس و نبود فراگیر اعتماد، حلقه‌های بازخوردی ویرانگر که خود افراد باعث تقویت آن بودند، را بنیاد می‌نهاد. اقتصاددانان بسیاری، امروزه این پدیده را به عنوان تقارن اطلاعاتی، درک می‌کنند. اساساً، سپرده گذاران بانکی به اطلاعات ناقص واکنش نشان دادند؛ آنها نمی‌دانستند که آیا سپرده هایشان ایمن بود (یا نه) و از ترس ریسک بیشتر، سپرده هایشان را از بانک خارج کردند، حتی با اینکه این (کار) باعث خسارت بیشتری شد. همین مفهوم پروسه رو به اضمحلال به طور مشابه، برای بسیاری از زارعین در بخش جنوبی که زمین و پنبه و برده را احتکار می‌کردند، صدق می‌کرد. بسیاری از زارعین با این فرض که قیمتهای پنبه به بالا رفتن ادامه می‌دهد، از بانکها وام گرفتند. وقتی قیمت پنبه سقوط کرد، با این حال، زارعین قادر به بازپرداخت وام هایشان نبودند که این قدرت پرداخت دین و تعهد بسیاری از بانکها را به خطر انداخت. بالاخص این عوامل که کمبود بیمه سپرده در بانکها را باعث می‌شد، حیاتی بودند. هنگامی که مشتریان بانکها اطمینان ندارند که سپرده هایشان ایمن هستند، بیشتر احتمال دارد که تصمیمات عجولانه‌ای بگیرند که باعث به خطر افتادن اقتصاد شود. امروزه، اقتصاددانان به این نتیجه رسیده‌اند که تعلیق و وقفه در قابلیت تبدیل (پول یا دیگر ابزارهای مالی به دیگر ذخایر نقدشونده دارای ارزش)، بیمه سپرده، و سرمایه مورد نیاز کافی در بانکها می‌تواند احتمال خارج کردن پول از بانکها را محدود کند.